# Morte di Michael Jackson
La morte di Michael Jackson è avvenuta il 25 giugno 2009 a Los Angeles, alle 14:26 ora locale presso l'ospedale UCLA Medical Center, dove Jackson era stato trasportato in ambulanza dopo aver perso conoscenza nella casa al numero 100 di North Carolwood Drive di Hombly Hills, un esclusivo quartiere collinare di Los Angeles. 
Jackson si trovava in città dal dicembre 2008 per ultimare i preparativi, ed in seguito partecipare alle prove, del previsto residency show This Is It, ovvero la serie di quelli che sarebbero dovuti essere i suoi concerti del ritorno, e d'addio, alle scene, organizzati dalla AEG Live e che avrebbero dovuto svolgersi a Londra presso l'O2 Arena a partire dal luglio successivo. 
Le prove a cui prendeva parte si svolgevano presso lo Staples Center, pertanto Jackson soggiornava nella casa di Hombly Hills messa a sua disposizione dalla AEG Live, per un affitto mensile di 100.000 dollari.
Alle ore 10:40 del 25 giugno, Jackson, sofferente di insonnia cronica ormai da anni, dopo un'ennesima notte insonne e l'assunzione di alcuni sedativi, venne messo sotto anestesia con un potente farmaco, un agente ipnotico chiamato Propofol, da Conrad Murray, un medico personale ingaggiato dalla AEG Live perché si occupasse del cantante durante le prove e il tour previsto. Secondo la ricostruzione del medico stesso, qualche minuto dopo Jackson ebbe una crisi respiratoria e, dopo alcuni inutili tentativi di rianimazione da parte del medico, furono chiamati i soccorsi e Jackson fu portato d'urgenza in ospedale, dove però giunse già in coma; dopo altri 42 minuti di tentativi per rianimarlo da parte del personale medico, Michael Jackson venne dichiarato morto. A seguito dell'autopsia, i risultati dei test tossicologici indicarono che la causa della morte era da attribuire ad un'intossicazione acuta da Propofol in concomitanza all'azione di alcune benzodiazepine.
Conrad Murray, il medico che somministrò tali farmaci al cantante, secondo la sua versione per permettergli di dormire, fu processato e condannato a 4 anni di reclusione per omicidio colposo, il massimo della pena in California per questo tipo di reato.

## Antefatti

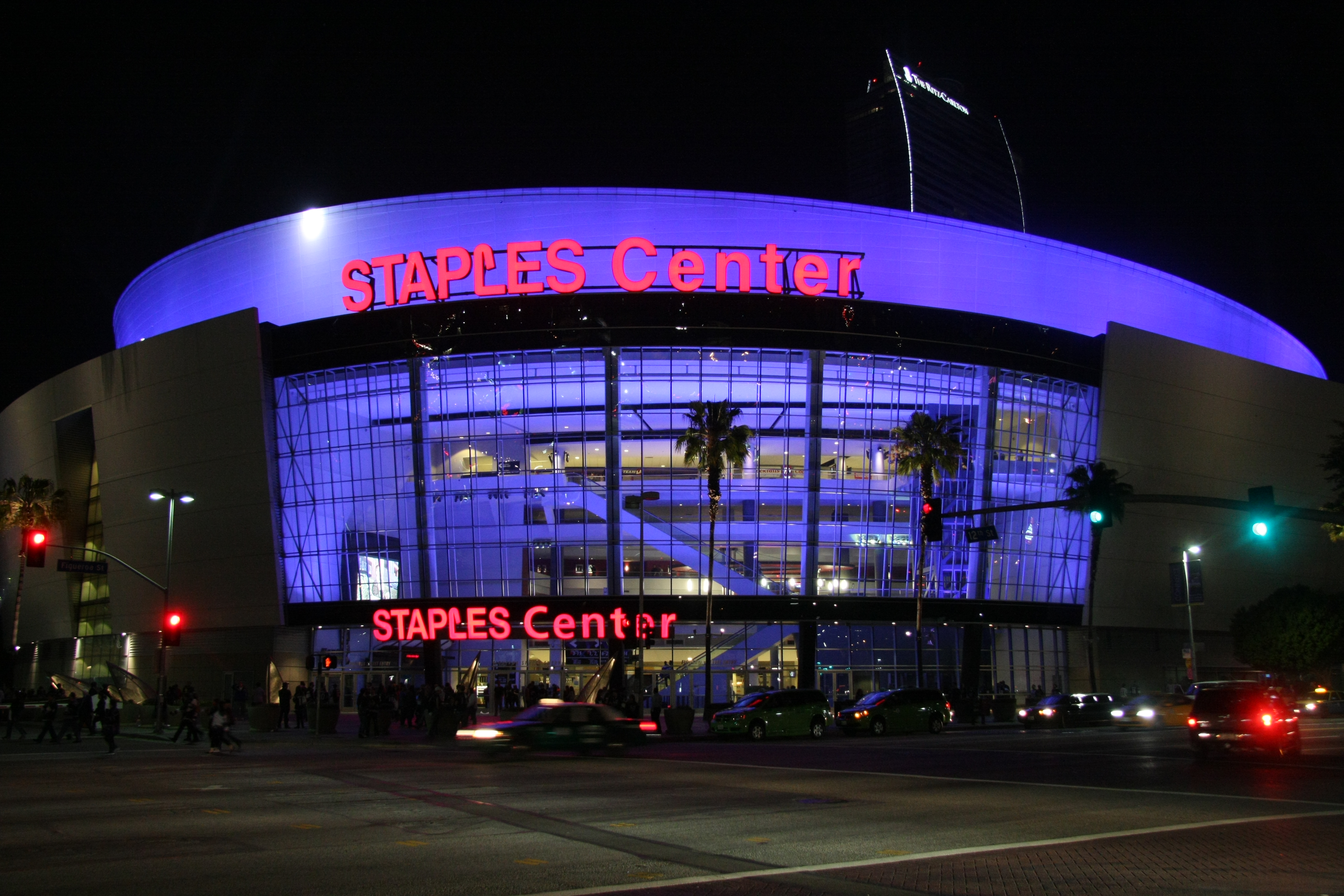
Lo Staples Center, luogo in cui Michael Jackson ha eseguito le prove per il This Is It

Nel 2008, malgrado la sua ingente ricchezza e un patrimonio stimato in oltre un miliardo di dollari, il cinquantenne Michael Jackson dovette fronteggiare una grave crisi finanziaria causata da debiti accumulati per circa 500 milioni di dollari, in parte dovuti al lungo processo giudiziario subito nel 2005, che fu fonte per lui di grandi perdite e di un enorme danno d'immagine che impiegò anni a tentare di sanare: fu quindi costretto ad abbandonare e vendere il Neverland Ranch, la tenuta da 2.700 ettari a Los Olivos dove abitava dal 1989. La società immobiliare che l'acquistò fu la Colony Capital, di cui lo stesso Jackson divenne azionista di minoranza. Come testimoniò Randy Phillips (manager di AEG) al processo Murray, questa stessa società successivamente lo persuase a organizzare quello che poi diventò il progetto del suo addio alle scene, probabilmente per recuperare la rilevante somma sborsata per l'acquisto del Neverland Ranch. Fu così che Phillips contattò Tohme Tohme, all'epoca manager della pop star, un uomo d'affari che era stato assunto da Jackson perché lo aiutasse a rimettere in sesto le sue finanze, ma che negli ultimi mesi non godeva più della fiducia del cantante a causa dei suoi trascorsi poco chiari e di una sempre più crescente paranoia da parte di Jackson nei confronti di tutti i suoi collaboratori.
A maggio 2009, pertanto, Jackson inviò una lettera di licenziamento a Tohme Tohme; tuttavia il manager comparirà nei titoli del film Michael Jackson's This Is It come "personal advisor" apparendo anche alle spalle del fratello di Michael, Jermaine, durante la conferenza stampa in cui quest'ultimo annuncerà la scomparsa di suo fratello.
I concerti programmati per l'addio alle scene inizialmente dovevano essere soltanto dieci, ma dopo le enormi richieste di biglietti, che fecero andare in crash il sito delle prevendite, divennero improvvisamente cinquanta: Jackson confidò ad alcuni collaboratori, e in seguito anche ad alcuni fan fuori dallo Staples Center, di non aver mai concordato tutte quelle date in un solo luogo e di essere preoccupato per il sempre più gravoso impegno che si andava profilando.

Paul Gongaware, dirigente di AEG Live, durante l'interrogatorio del vice procuratore Deborah Brazil, esitò quando gli fu chiesto chi avesse firmato il contratto all'O2 Arena di Londra, dichiarando inizialmente che era stata solo la AEG Live e che i concerti sarebbero stati trentuno, smentendo l'esistenza di un contratto che invece prevedeva cinquanta date.

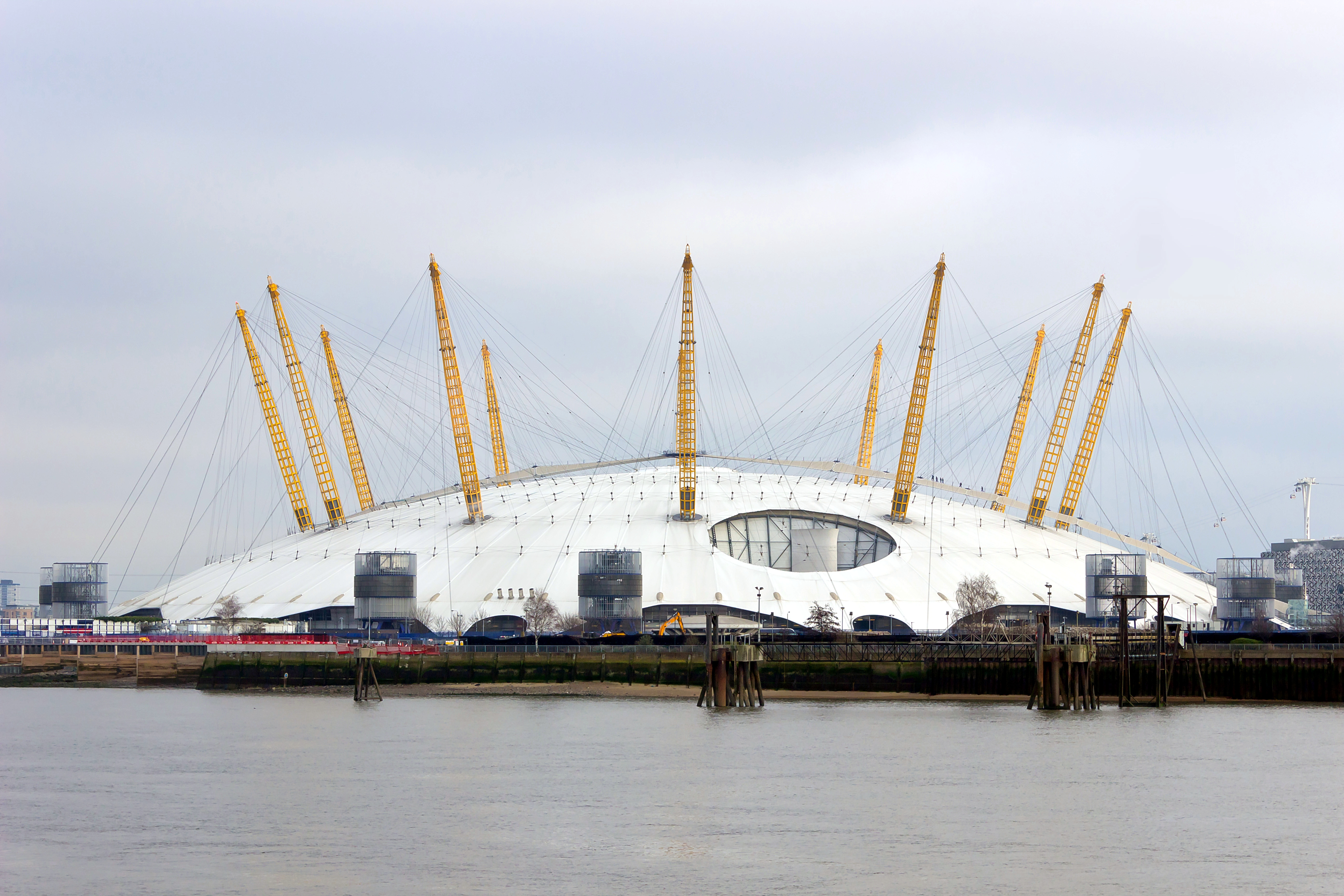
L'O2 Arena di Londra, luogo in cui Jackson avrebbe dovuto eseguire i suoi ultimi concerti

Quando le date dei primi concerti vennero inspiegabilmente posticipate (la prima venne spostata dal 6 al 13 luglio e di conseguenza tutte le tappe intermedie rimandate al 2010) cominciarono a trapelare voci nei media e in rete riguardo al fatto che Jackson non avesse concordato tutti quegli show e che non godesse di ottima salute. Randy Phillips e il regista dello show Kenny Ortega si affrettarono a fugare eventuali dubbi pubblicamente, nel periodo immediatamente antecedente alla morte, dichiarando che le condizioni psicofisiche del cantante erano ottime. In realtà, come dimostrato in aula dallo scambio di e-mail intercorso tra i due nello stesso periodo, nonché da scambi di e-mail tra i funzionari della stessa AEG Live, gli organizzatori già sapevano che Jackson non stava bene e temevano per la sua incolumità fisica e mentale.
Anche il Dott. Allan Metzger, uno dei vari medici personali della star da molti anni, quando fu convocato al banco dei testimoni nel processo Murray, parlò dei timori del cantante nei mesi precedenti alla sua morte, dicendo che esso temeva che le sue condizioni di salute non gli avrebbero permesso di sostenere un numero così elevato di show e che da tempo soffriva d'insonnia, soprattutto durante i tour.
Ulteriori scambi di e-mail tra Murray e l'AEG Live rivelarono che i dirigenti della società di promozione musicale erano a conoscenza dei drastici e rischiosi trattamenti che i medici praticavano da svariati mesi su Jackson.
In un'ulteriore e-mail spedita a un altro dirigente di AEG, Randy Phillips scrisse anche che Jackson non avrebbe più potuto sottrarsi all'accordo altrimenti sarebbe stato travolto da un vero e proprio disastro finanziario; questo perché il contratto tra la AEG Live e Michael Jackson era molto impegnativo e, per garantire la sua presenza a tutte le date che si sarebbero rese necessarie, le penali erano talmente esose da far credere che l'unico scopo del contratto potesse essere distruggere finanziariamente il cantante se questo non avesse tenuto fede ai patti.
Da altre missive inviate via web e presentate in aula al processo Murray, è emerso anche che la società assicurativa inglese Lloyd's pretendeva un'ulteriore visita medica a Londra da un secondo specialista prima di estendere la polizza sulle quaranta date aggiunte alle prime dieci, di cui però la AEG aveva già venduto i biglietti. È anche emerso che le due firme di Jackson sul contratto sembravano diverse.
Le condizioni di salute di Jackson non migliorarono e, a peggiorare la situazione, fu sottoposto a una grande pressione emotiva; a inizio giugno 2009, circa un mese prima del presunto debutto sul palco di Londra, Kenny Ortega scrisse a Randy Phillips che la star non era pronta per esibirsi e che serviva un imminente intervento psichiatrico. Ortega, preoccupato, scrisse: «Ci sono forti segnali di comportamento paranoico, ansia e disturbo ossessivo. Io penso che la migliore cosa che possiamo fare è portarlo in un istituto psichiatrico di alto livello. È come se ci fossero due persone. Una, nel profondo, sta cercando di resistere e vuole che noi non lo abbandoniamo, l’altra è in uno stato turbato e confusionale. Credo che abbia bisogno di una guida professionale per questa faccenda».
Il 19 giugno 2009, vedendo il cantante in uno stato di salute molto precario, Ortega convinse Jackson a non provare sul palco, facendosi sostituire dal ballerino e coreografo Travis Payne, ed a seguire solamente le prove dei ballerini. Secondo le stesse parole di Ortega, Jackson sembrava freddo, perso e incoerente, a tal punto da dover offrirgli del cibo, massaggiargli i piedi gelati, accendere una stufa elettrica e coprirlo con una coperta, nonostante il periodo estivo ed il fatto che all'interno del palazzetto la temperatura fosse tale che tutti gli altri erano in pantaloncini e magliette a maniche corte. Vedendo l'artista in quelle condizioni, Ortega gli consigliò di tornare a casa e lui fu d'accordo. La mattina seguente, il regista scrisse una mail a Philips, esprimendo nuovamente la sua preoccupazione per le condizioni di salute del cantante. Lo stesso giorno, il 20 giugno 2009, durante un incontro a casa di Jackson, si originò un alterco tra Murray e Ortega, con il dottore che invitò il regista a non intromettersi nelle faccende che riguardavano la salute di Jackson.
Anche alcuni fan si accorsero del deterioramento fisico del cantante, come testimoniato da una fan francese di nome Marika Prochet che ebbe accesso alle prove per incontrare Jackson ed in tale occasione, insieme a due amici, regalò una giacca al cantante; nel momento in cui l'artista si tolse la giacca che portava per sostituirla con quella datagli in regalo, i tre notarono il suo fisico denutrito e, preoccupati, il 21 giugno 2009 scrissero un'e-mail all'entourage di MJ, nella speranza di far prendere dei provvedimenti, definendo l'aspetto del cantante «spaventosamente magro come uno scheletro». All'e-mail rispose Karen Faye, truccatrice personale di Jackson dal 1982, dicendo che avrebbe fatto tutto il possibile, ma le sue parole non furono mai prese in considerazione dai CEO dell'AEG Live. Jackson trascorse il 21 giugno festeggiando la festa del papà con i figli Prince, Paris e Blanket e chiamò anche i suoi amici, la famiglia Cascio e la famiglia Lester, ma nel pomeriggio si sentì male e chiamò la sua infermiera Cherilyn Lee, lamentandosi che un lato del suo corpo era caldo, mentre l'altro freddo. Lee, specializzata in assistenza sanitaria olistica, aveva preso in cura Jackson da inizio febbraio 2009 per tentare di curare la sua insonnia con metodi naturali come infusioni di vitamine ed evitando che il cantante assumesse troppi energy drink, sostituendoli con succhi naturali, ma il cantante respinse le sue raccomandazioni, incluso il consiglio di farsi visitare da uno specialista del sonno e di ridurre luci e musica in camera da letto, e decise che il propofol, che alcuni medici tedeschi avevano usato per curare la sua insonnia durante l'HIStory World Tour nel 1997, potesse essere la sola soluzione per il suo riposo.
Nei tre giorni successivi Jackson mostrò alcuni miglioramenti e le ultime due prove prima della sua morte, il 23 e 24 giugno, vennero definite da Ortega come «favolose». Il regista aggiunse anche «era come il Michael che tutti conoscevamo» mentre descrivendo il cantante nella loro ultima conversazione, dichiarò: «mi disse che era molto, molto felice».

## Il decesso

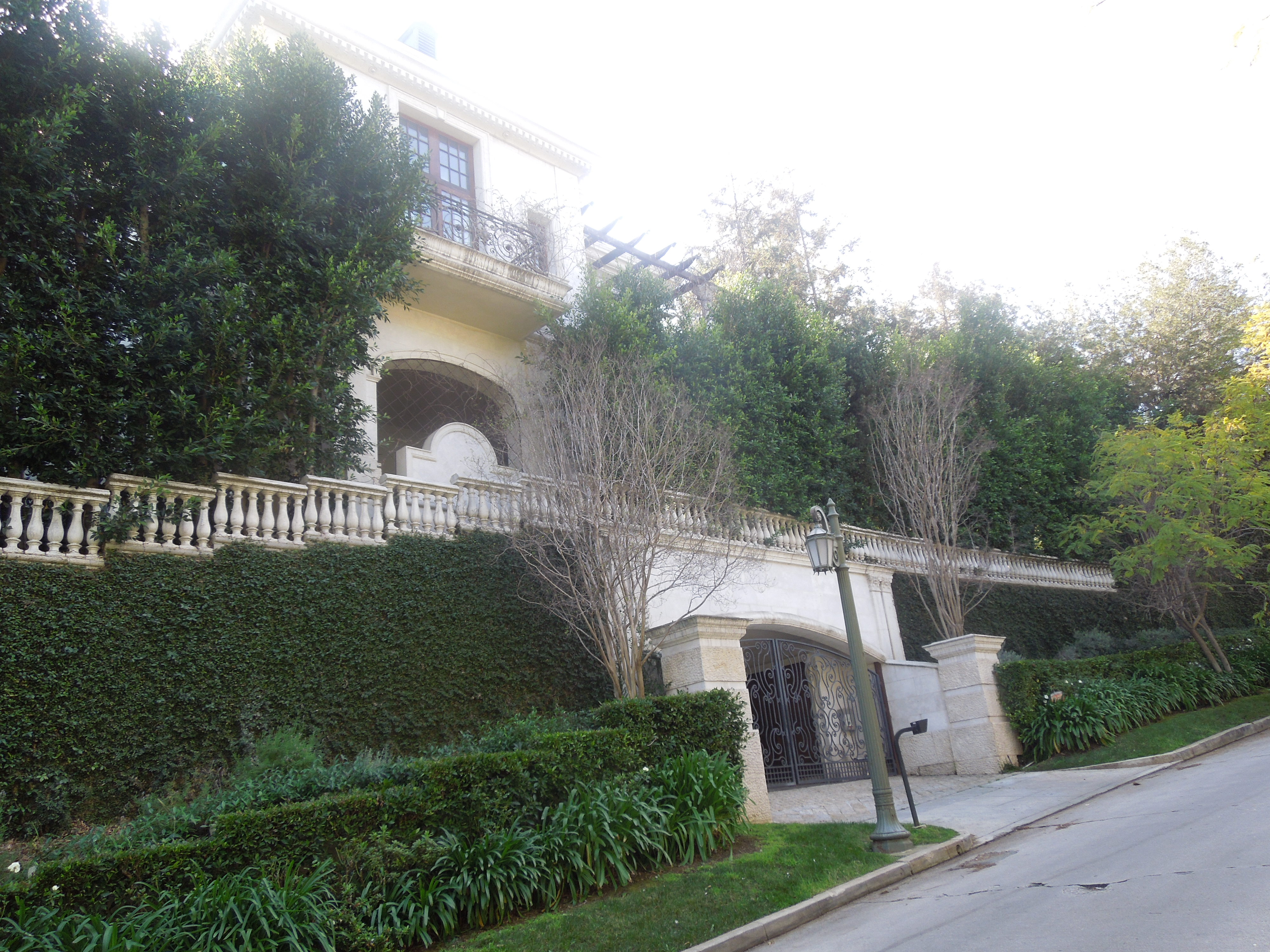
La villa di Hombly Hills, in cui Jackson ha trascorso i suoi ultimi mesi di vita.

Il 24 giugno 2009 Jackson terminò con successo la consueta giornata di prove per i concerti allo Staples Center intorno alla mezzanotte. Le ultime canzoni che provò quella notte, e di conseguenza le ultime interpretate dal cantante nella sua vita, furono Thriller ed Earth Song. Dopodiché salutò con un abbraccio i suoi ballerini, ringraziò i suoi collaboratori e rientrò con il suo seguito alla villa di Hombly Hills dove lo aspettavano i tre figli con la loro tata. All'esterno, Jackson salutò brevemente alcuni fan che lo attendevano fuori dall'abitazione ai cancelli della villa, che sarebbero diventati le ultime persone non legate al suo seguito a vederlo in vita; successivamente le guardie del corpo lo scortarono in casa e Jackson si recò al primo piano, dove l'accesso era consentito solo a lui, ai suoi figli e al suo medico personale. Appena giunto a casa, il cantante si lamentò della fatica e del fatto che avesse urgente bisogno di riposare dato che il giorno seguente lo attendeva un'altra giornata di prove incessanti.
Stando alle dichiarazioni di Conrad Murray, medico assunto dalla AEG Live, quella notte egli somministrò in più riprese alcune benzodiazepine al cantante; tuttavia quest'ultimo non riusciva ad addormentarsi, così il dottore alle ore 10.40 del mattino del 25 giugno gli mise la maschera dell'ossigeno e gli somministrò per via endovenosa l'anestetico Propofol, un potente farmaco che è utilizzato esclusivamente in ambito ospedaliero per indurre l'anestesia e che non dà dipendenza. Dopo che Jackson si calmò e prese sonno verso le ore 10.50, Murray si allontanò per due minuti per andare in bagno, nonostante il paziente non fosse attaccato a una flebo, che è obbligatoria per regolare la somministrazione di tali farmaci. Ritornato nella stanza verso le ore 10.52, Murray si accorse subito che, malgrado indossasse la maschera dell'ossigeno, Jackson non respirava. Colto dal panico, incominciò a praticare maldestramente la rianimazione cardiopolmonare, ma, eseguendo il massaggio cardiaco sul letto, non produsse alcun effetto, in quanto esso deve essere praticato su una superficie rigida; in seguito adagiò il corpo sul pavimento ai piedi del letto e continuò a praticare il massaggio cardiaco, ma senza successo. Nel frattempo, come verrà dichiarato da alcune guardie del corpo di Jackson nel successivo processo, il medico, invece di chiedere di chiamare subito i soccorsi, diede alle guardie indicazioni affinché queste nascondessero ogni traccia di medicinali sparsi nella camera, incluse le fiale di Propofol.
Quasi un'ora e mezza dopo, verso le 12:21, una delle guardie del corpo di Jackson chiamò finalmente un'ambulanza che accorse prontamente dopo circa 8 minuti. Quando i soccorsi arrivarono, Jackson era già in coma e venne trasportato d'urgenza all'ospedale Ronald Reagan UCLA Medical Center di Los Angeles. Qui i medici fecero tutto il possibile per rianimare Jackson, ma ogni tentativo fu vano e il Re del Pop fu dichiarato morto alle ore 14:26 di Los Angeles, due mesi e quattro giorni prima del suo cinquantunesimo compleanno.

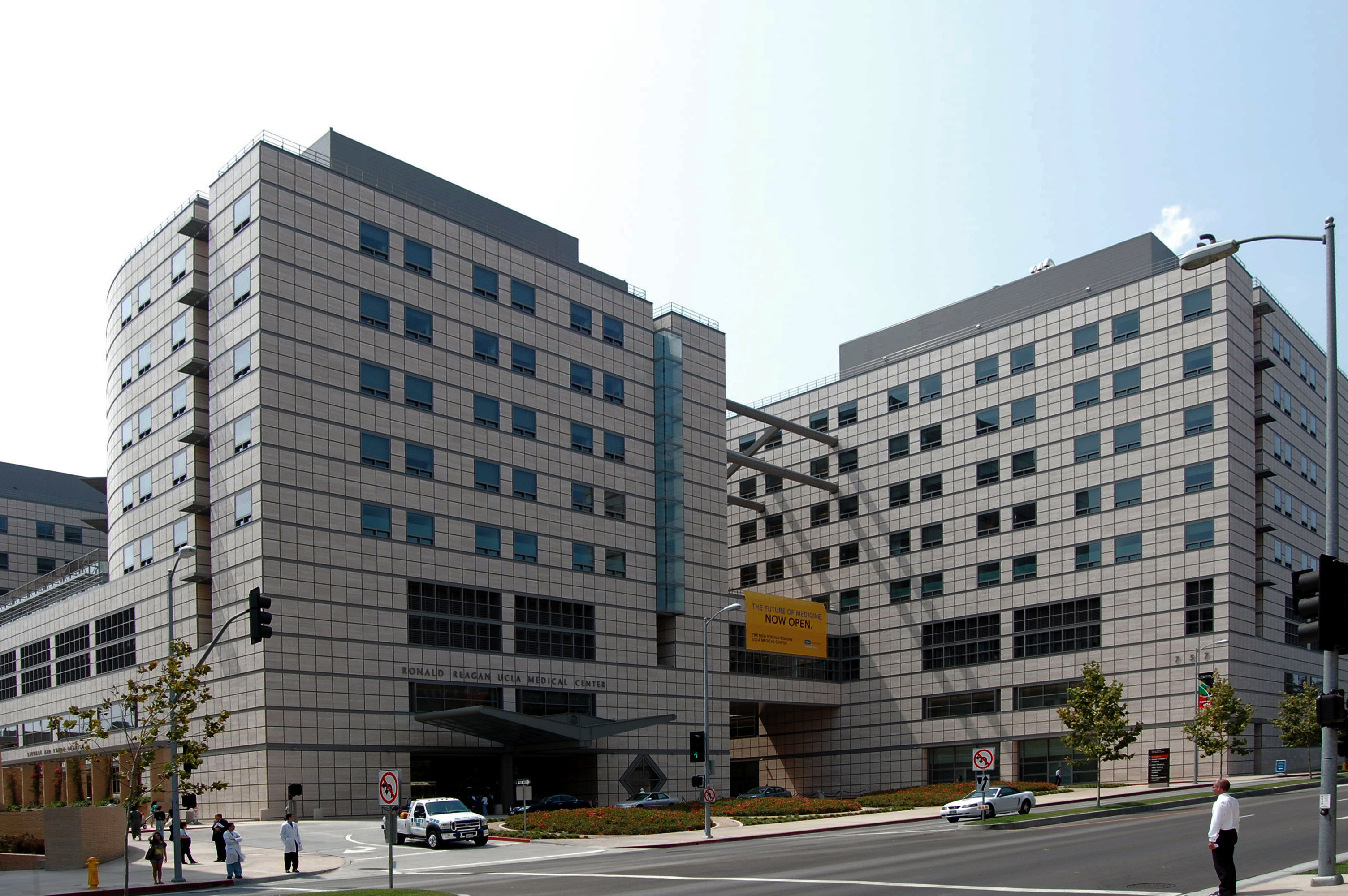
L'ospedale Ronald Reagan UCLA Medical Center, dove Jackson è stato portato d'urgenza già in coma e in seguito dichiarato morto.

## L'autopsia
Il 25 giugno stesso, il corpo di Jackson fu successivamente trasportato in elicottero presso l'ufficio del Coroner di Los Angeles, dove il giorno seguente fu eseguita l'autopsia e dove il medico legale si rifiutò inizialmente di dichiarare la causa di morte in attesa dei risultati di alcuni test. Il 24 agosto 2009, dopo i risultati dei test tossicologici, il medico legale confermò la causa del decesso, ovvero un'intossicazione acuta dovuta ad un'assunzione di una quantità eccessiva dell'anestetico Propofol. Il 28 agosto 2009, la morte fu classificata come omicidio colposo. Il referto autoptico descrisse Michael Jackson come un cinquantenne "sano". Il cantante aveva segni di una lieve artrite e lievi danni ai polmoni, che potrebbero averlo lasciato a corto di fiato, ma il rapporto sottolineò che nessuno di questi problemi avrebbe messo in pericolo di vita il cantante. Oltre alla conferma sulle operazioni di chirurgia estetica, il referto confermava che Jackson era in forma e ben nutrito. Per un'altezza di 175 cm, il peso del cantante era di 62 kg e rientrava nella gamma definita "accettabile" dai medici. Il dott. Zeev Kain, un medico dell'Università della California che ha esaminato il rapporto per l'Associated Press ha dichiarato: «la sua salute generale andava bene» definendo i risultati «nei limiti normali». Il cantante aveva anche una evidente depigmentazione della pelle in gran parte del corpo, come intorno al viso, al torace, all'addome, alle braccia e alle gambe, confermando che aveva sofferto di vitiligine. Il rapporto dell'autopsia riportava anche gli sforzi medici per rianimare Jackson; i paramedici avevano rotto le costole del cantante durante la RCP, e una macchina chiamata pompa a palloncino era stata inserita nel suo petto per tentare di riavviare il suo cuore. È anche stato riportato che «Il suo cuore era forte senza segni di accumulo di colesterolo»; anche gli altri organi principali di Jackson erano normali. Il Dott. Christopher Rogers, sentito in un successivo processo, dichiarò che «non c'era alcuna indicazione dall'autopsia che ci fosse qualcosa di anatomicamente sbagliato in lui che avrebbe portato alla morte prematura» aggiungendo che non aveva alcun segno di dipendenza da droghe, come segni di ago o altre malattie.

## Le conseguenze

### Le reazioni del web

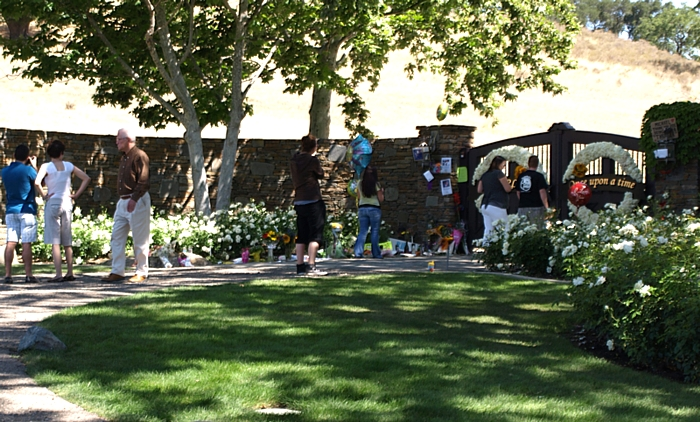
Fan di Jackson rendono omaggio al cantante fuori dal Neverland Ranch, i cui cancelli vennero decorati con omaggi floreali, nel giugno 2009.

Il giorno della morte di Jackson, tutti i siti web a lui dedicati ed anche tutti i social network del tempo, come Facebook e Twitter, fecero notare agli utenti un'enorme lentezza, dovuta proprio a tutti i messaggi lasciati per Jackson, oltre alla creazione di continui gruppi che parlavano dell'artista e delle sue opere. La sola stima dei tweet fu di oltre 5.000 messaggi ogni minuto; molti siti andarono addirittura in crash.
Sia TMZ che il Los Angeles Times, i siti web che confermarono per primi la notizia della morte, hanno subito blocchi e interruzioni. Anche Google subì un blocco a causa della notizia, che si diffuse in rete così rapidamente che l'algoritmo del sito ritenne che la ricerca di informazioni legate a Michael Jackson da parte di milioni di persone fosse un attacco da parte di hackers e bloccò tali ricerche per circa 30 minuti. 
Twitter ha riportato un crash, come anche Wikipedia, poiché la voce dedicata al cantante fu visitata da più di un milione di persone nel giro di un'ora, stabilendo il record di maggior numero di visitatori per qualsiasi articolo nella storia di Wikipedia. 
Anche AOL Instant Messenger andò in tilt per circa 40 minuti, dichiarando successivamente "un momento fondamentale nella storia di Internet", aggiungendo: "Non abbiamo mai visto nulla di simile in termini di portata o profondità". La morte di Jackson è stata infatti definita come un evento storico per Internet, poiché mai prima di quel momento così tante persone avevano visitato le stesse pagine nello stesso momento.

### Le vendite degli album
L'improvvisa morte dell'artista causò un impeto di interesse senza precedenti per la sua eredità musicale e le sue vendite postume frantumarono ogni record. Nella prima settimana successiva alla morte gli album di Jackson occupavano le prime nove posizioni sulla classifica di Billboard "Top Pop Catalog Albums". Per la prima volta in assoluto, tutte le prime 10 posizioni della classifica di Billboard "Catalog Album Chart" furono occupate da un solo artista dato che Jackson occupava ogni posizione. Nella classifica "Top Digital Albums", egli occupò un record di sei posizioni tra i primi 10, compresi i primi quattro. Jackson ha inoltre infranto un altro record piazzando 25 sue canzoni (21 successi da solista e quattro con i suoi fratelli) su 75 totali nella classifica "Hot Digital Songs". Le sole vendite della canzone Thriller incrementarono del 3.551%. Gli album di Michael Jackson conquistarono le prime 15 posizioni nei primi 50 download di album di Amazon.com. Lo stesso accadde su iTunes, dove gli album dell'artista occuparono sette delle prime dieci posizioni del sito. Sul rivenditore europeo di musica online Play.com le vendite dei 10 album più popolari di Jackson aumentarono del 7.860%. Con quasi 9 milioni di album venduti nei soli Stati Uniti e oltre 30 milioni nel mondo, nel solo 2009, Jackson diventò l'artista più venduto dell'anno.

### Le veglie dei fan

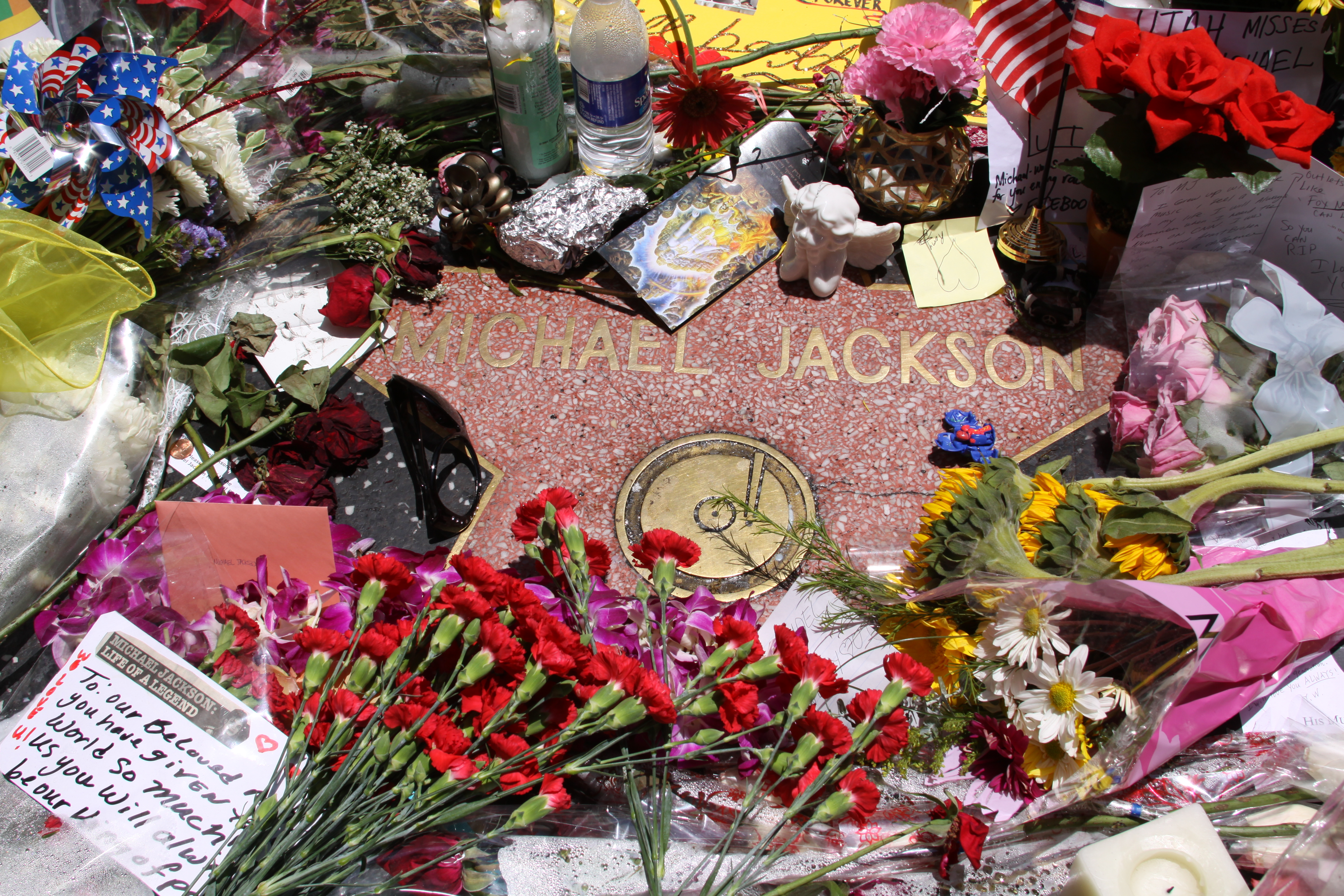
La stella di Jackson sulla Walk of Fame a Hollywood ricoperta di doni e tributi dei suoi ammiratori nei giorni successivi al suo decesso.

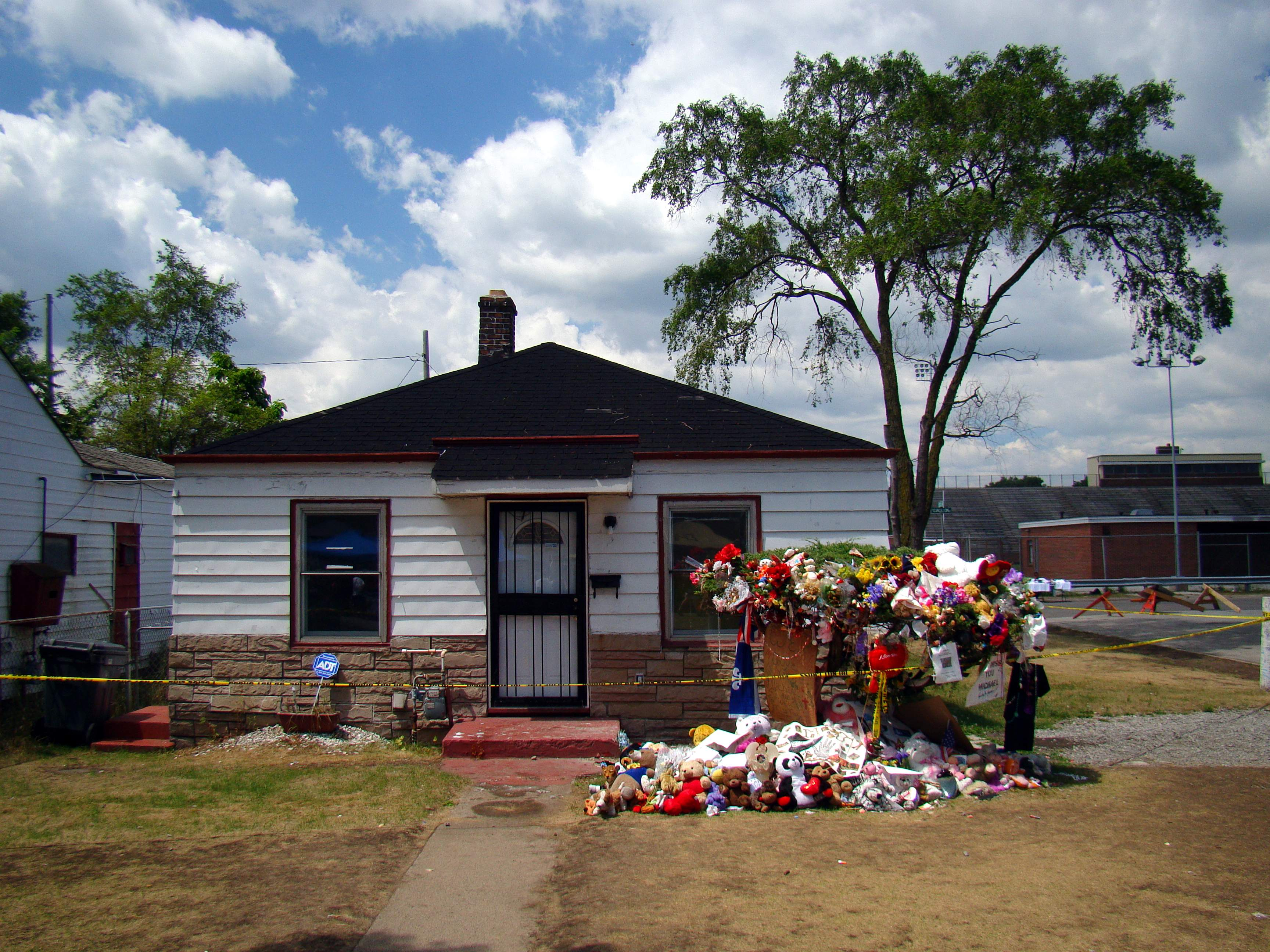
Omaggi floreali e doni di fan e conoscenti fuori dalla casa natale di Michael Jackson a Gary, Indiana, un mese dopo la sua morte, il 25 luglio 2009.

In tutto il mondo si svolsero veglie spontanee di fan, come nella Hollywood Walk of Fame, dove la stella di Jackson venne in poche ore circondata da fiori, candele e messaggi di centinaia di ammiratori. Centinaia di altri messaggi, fiori e candele vennero depositate dai suoi fan anche fuori di quelle che erano state le abitazioni di Jackson: a Gary fuori dalla sua casa natale; a Los Olivos fuori dai cancelli del Neverland Ranch, sua residenza storica; fuori dalla villa di Encino, dove Jackson aveva abitato con la sua famiglia dal 1971 al 1988; fuori dalla villa di Las Vegas, sua residenza per qualche anno; e infine fuori dalla villa di Hombly Hills, sua ultima dimora a Los Angeles. Altre veglie spontanee si ebbero ad Harlem fuori dallo storico Apollo Theater, dove Jackson aveva debuttato coi Jackson 5, a Parigi fuori dalla cattedrale di Notre Dame e sotto la Torre Eiffel, in Russia e in Cina fuori dalle ambasciate americane e anche in Italia, dove le principali veglie si tennero a Milano in Piazza Castello, a Roma a Piazza Navona e a Napoli in Piazza Dante.

Omaggi dei fan a Michael Jackson il 25 giugno 2009 (giorno della morte del cantante), davanti alla casa di Las Vegas, dove Jackson visse per un certo periodo insieme con la sua famiglia

### Le reazioni e i messaggi dei VIP
Moltissimi i personaggi del mondo dello spettacolo che hanno reso tributo a Jackson con messaggi e dichiarazioni, tra questi:
Lisa Marie Presley, ex moglie del cantante e unica figlia di Elvis Presley, ha dichiarato in una lunga lettera sul suo MySpace: «Qualsiasi esperienza insana o qualsiasi parola abbia mai provato nei suoi confronti nel passato è appena morta dentro di me insieme con lui. Era una persona straordinaria e sono fortunata di essermi potuta avvicinare a lui tanto quanto ho fatto, e di avere avuto le tante esperienze e gli anni insieme con lui. Spero disperatamente che possa essere sollevato dal suo dolore, dalla pressione e dal tumulto. Merita di essere libero da tutto quello e spero che sia, o sarà, in un posto migliore».
Quincy Jones, che aveva lavorato come produttore sugli album di Jackson Off the Wall, Thriller e Bad, ha dichiarato a MSNBC: «Sono assolutamente devastato da questa tragica e inaspettata notizia. Michael Jackson aveva tutto - talento, grazia, professionalità e dedizione. Ho perso il mio fratellino oggi e parte della mia anima è andata con lui».
Elizabeth Taylor, attrice britannica e grande amica di Jackson, ha dichiarato sul suo Twitter: «Il mio cuore, la mia mente, sono in frantumi. Ho amato Michael con tutta l’anima e non riesco a immaginare la mia vita senza di lui. Avevamo così tanto in comune e ci siamo divertiti tanto assieme. Vivrà per sempre nel mio cuore ma non sarà mai abbastanza. La mia vita sarà così vuota. Nessuno ha mai capito quanto ci siamo amati. L’amore più puro e generoso che abbia mai conosciuto. Oh, Dio se mi mancherà! E ora mi trovo qui a stringere tra le mani una sua foto che Michael mi aveva regalato con una dedica, che recita: "Per il mio vero amore, Elizabeth, ti amo per sempre." e io amerò LUI per sempre».
Diana Ross, cantante statunitense e altra grande amica di MJ, ha dichiarato inizialmente: «Non riesco a smettere di piangere, questo è tutto troppo improvviso e scioccante, non riesco a immaginarlo, mi fa male il cuore, sono in preghiera per i suoi figli e la sua famiglia». In seguito, in una lettera alla famiglia, la Ross scrisse: «Michael era un mio amore personale, una parte preziosa del mio mondo, parte del tessuto della mia vita in un modo in cui non riesco a trovare le parole per esprimere. Michael voleva che io fossi lì per i suoi figli, e ci sarò se loro avessero bisogno di me. Invio il mio amore e le mie condoglianze alla famiglia Jackson».
Paul McCartney ha dichiarato a Reuters: «È così triste e scioccante. Mi sento privilegiato ad aver frequentato e lavorato con Michael. Era un eterno ragazzo di grande talento con un'anima gentile. La sua musica sarà ricordata per sempre».
Steven Spielberg ha dichiarato a Entertainment Weekly: «Proprio come non ci sarà mai un altro Fred Astaire o Chuck Berry o Elvis Presley, non ci sarà mai nessuno paragonabile a Michael Jackson. Il suo talento, la sua meraviglia e il suo mistero lo rendono leggenda».
Martin Scorsese ha dichiarato a MTV.com: «È stato meraviglioso lavorare con lui, un professionista assoluto in ogni momento, e - non c'è bisogno di ribadirlo - un vero artista. Ci vorrà un po' di tempo prima di abituarmi all'idea che non è più con noi».
Madonna ha dichiarato: «Non riesco a smettere di piangere per la triste notizia. Ho sempre ammirato Michael Jackson - il mondo ha perso uno dei suoi grandi ma la sua musica vivrà per sempre. Il mio cuore va ai suoi tre figli e agli altri membri della sua famiglia. Che Dio vi benedica». E in seguito ha reso tributo all'artista durante il suo tour e con un lungo discorso agli MTV Video Music Awards 2009.

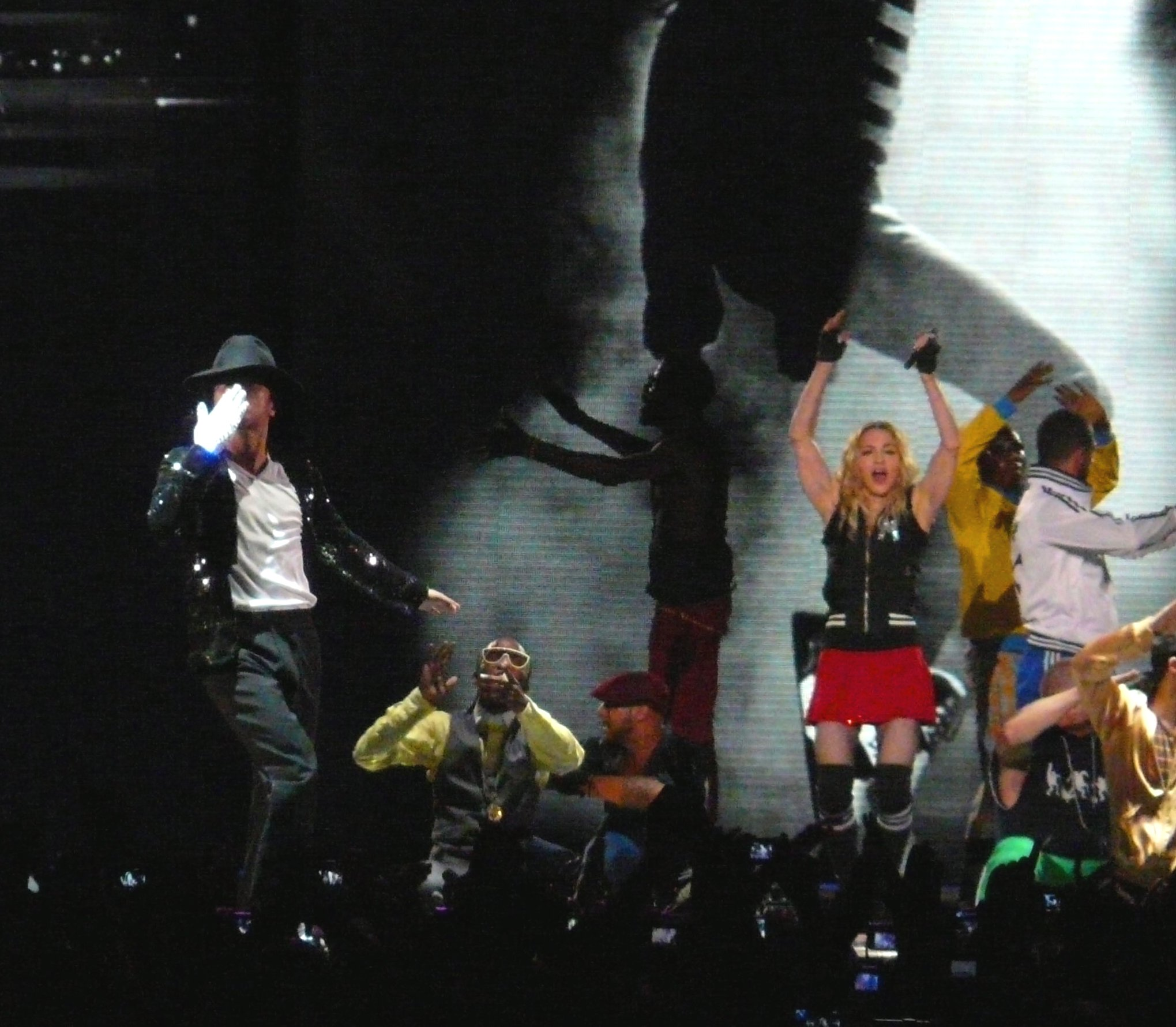
Madonna rende omaggio a Michael Jackson durante una tappa dello Sticky & Sweet Tour a Madrid, Spagna il 23 luglio 2009.

Justin Timberlake ha dichiarato: «Non riesco a trovare le parole in questo momento per esprimere quanto profondamente mi rattrista la morte di Michael: abbiamo perso un genio e un vero ambasciatore non solo della musica pop, ma di tutta la musica. È stato fonte di ispirazione per più generazioni e conserverò sempre i momenti che ho condiviso con lui sul palco e tutte le cose che ho imparato sulla musica da lui e il tempo trascorso insieme. Il mio cuore va alla sua famiglia e ai suoi cari».
Slash ha dichiarato: «Davvero tristi notizie su Michael: era un talento venuto dall'alto".
Cher ha dichiarato: «Sto avendo un milione di reazioni diverse che non mi aspettavo di sentire, era un grande cantante - Dio ti dà certi doni e questo bambino era solo un bambino straordinario toccato da questa abilità. Riusciva a cantare come nessun altro ed è stato in grado di connettersi con le persone».
Céline Dion ha dichiarato: «Sono scioccata, sono sopraffatta da questa tragedia. Michael Jackson è stato un idolo per me per tutta la mia vita. Non era solo una persona di talento ma era unico - un genio, è una tale perdita: sembra come quando morì Kennedy, quando morì Elvis. La mia solidarietà va alla famiglia: è una grande perdita».
Molte anche le dichiarazioni di uomini politici, tra i quali:
L'allora presidente degli Stati Uniti, Barack Obama, che ha commentato pubblicamente la morte di Michael Jackson, dichiarando all'Associated Press: «Sono cresciuto con la sua musica. Passerà alla storia come uno dei nostri più grandi intrattenitori. Sono contento di vedere che viene ricordato principalmente per la grande gioia che ha portato a molte persone attraverso i suoi doni straordinari come intrattenitore». Obama ha inoltre inviato personalmente una lettera di condoglianze alla famiglia Jackson, il cui contenuto non è stato rivelato.
L'ex presidente del Sudafrica, Nelson Mandela, in una lettera inviata alla famiglia Jackson, ha dichiarato: «Ci siamo affezionati a lui e lui è diventato un membro stretto della nostra famiglia. Abbiamo avuto una grande ammirazione per il suo talento che è stato in grado di trionfare sulla tragedia in molte occasioni della sua vita. Michael era un gigante e una leggenda nell'industria musicale e piangiamo con milioni di fan in tutto il mondo. Piangiamo anche con la sua famiglia e i suoi amici per la perdita di un caro amico. Ci mancherà e i ricordi che abbiamo di lui ci saranno cari a lungo».
L'allora governatore della California e attore Arnold Schwarzenegger ha dichiarato: «Oggi il mondo ha perso una delle figure più influenti e iconiche dell'industria musicale: dalle sue performance con i Jackson 5, alla première del moonwalk e Thriller, Michael era un fenomeno pop che non smetteva mai di spingere l'involucro della creatività. Michael è stato indubbiamente un grande intrattenitore e la sua popolarità ha attraversato generazioni e il mondo. Maria e io ci uniamo a tutti i californiani nell'esprimere il nostro shock e tristezza per la sua morte e il nostro cuore va alla famiglia Jackson, ai figli di Michael e ai suoi fan in tutto il mondo».
Il presidente Hugo Chávez, in Venezuela, ha definito la morte della star una «notizia triste», anche se ha criticato i media per avergli prestato così tanta attenzione. L'ex presidente della Corea del Sud, Kim Dae-jung, ha dichiarato: «Abbiamo perso un eroe del mondo».
L'ex first lady filippina, Imelda Marcos, ha dichiarato che ha pianto sentendo la notizia e ha inoltre aggiunto: «Michael Jackson ha arricchito le nostre vite, ci ha reso felici, le accuse, la persecuzione gli hanno causato tanta angoscia finanziaria e mentale. È stato assolto in tribunale, ma la battaglia gli ha tolto la vita. C'è probabilmente una lezione qui per tutti noi».

### Il testamento e messa in dubbio dell'autenticità

Un'immagine di John Gregory Branca, ex avvocato di Michael Jackson e nominato dall'artista suo co-esecutore testamentario.

Secondo l'ultimo testamento, redatto nel 2002, Jackson affidò i suoi tre figli alla madre, Katherine Esther Jackson, allora settantanovenne; a quanto emerse dal documento presentato in tribunale a Los Angeles, l'artista nominò la collega e amica Diana Ross come tutrice, qualora sua madre non fosse in grado di prendersi cura dei tre ragazzi, mentre nominò come co-esecutori testamentari il suo ex avvocato John Branca, l'amico di famiglia e produttore John McClain e il contabile Barry Siegel. Quest'ultimo rifiutò la carica lasciando le redini di quella che sarebbe diventata "The Estate of Michael Jackson" in mano a Branca e McClain.
Alcuni familiari dell'artista hanno messo in dubbio l'autenticità del testamento, definendolo un "fake", un falso e fraudolento: fecero notare che lo stesso giorno in cui il testamento risulta firmato da Jackson a Los Angeles, lui si trovava in realtà a New York a una conferenza stampa contro il razzismo nelle case discografiche presenziata dal Reverendo Al Sharpton; questi confermò che Jackson si trovava con lui in tale occasione. Anche vari filmati e fotografie di Jackson alla conferenza lo evidenziano. Anche i fratelli di Jackson hanno dichiarato che il cantante si trovava a New York il 7 luglio, giorno in cui l'ultimo testamento era datato e segnato come firmato a Los Angeles. Altri hanno confermato che il Re del Pop si trovava nella Grande Mela quel giorno. Ma secondo la legge della California, questo non è qualcosa che renderebbe invalido il testamento, poiché è possibile che il documento fosse semplicemente errato. Il testamento è stato ufficializzato nel 2009 e la sezione 8270 del codice probatorio della California prevede un periodo di 120 giorni per presentare una petizione al tribunale per revocare l'omologazione dell'ultima volontà. Quel periodo è però passato senza che i familiari si opponessero.

### Il memorial pubblico e il funerale privato

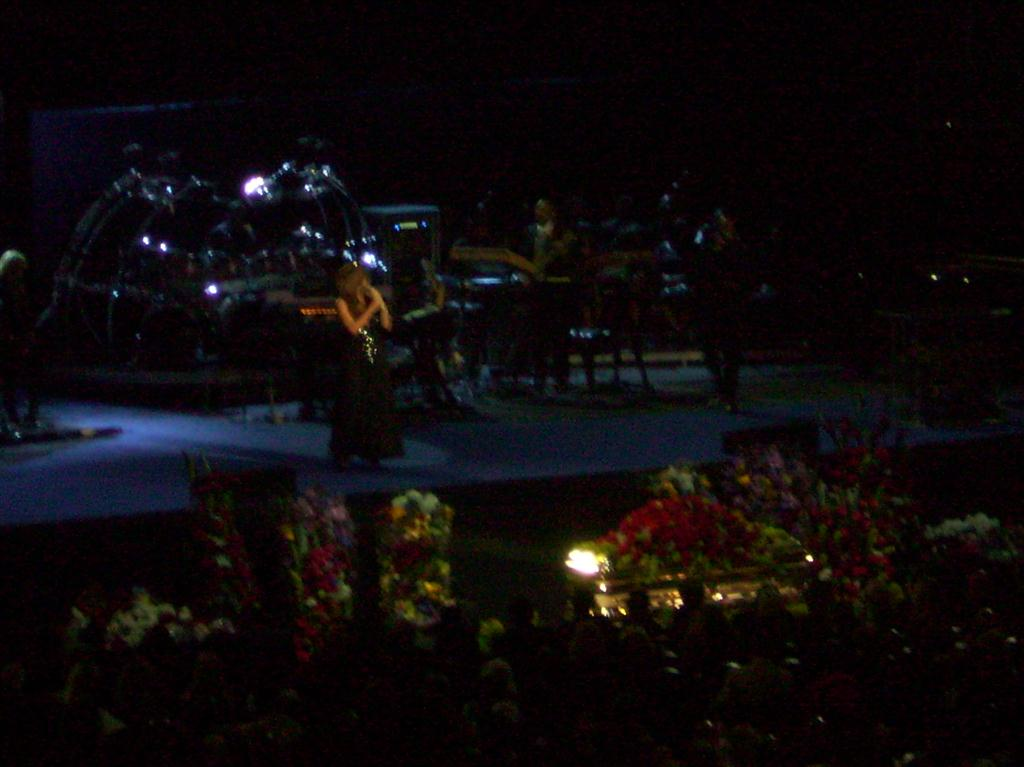
Durante i funerali di Michael Jackson, svoltisi il 7 luglio 2009 allo Staples Center di Los Angeles, molti artisti hanno cantato canzoni di Jackson in omaggio alla sua memoria, tra cui Mariah Carey che ha eseguito I'll Be There

Una commemorazione pubblica, detta "memorial service", si svolse il 7 luglio 2009 presso lo Staples Center di Los Angeles, dove la pop star aveva provato per i concerti londinesi fino alla sera precedente la sua morte.
Tra i cantanti che si esibirono o presero parte vi furono Smokey Robinson, che lesse una lettera di condoglianze firmata da Nelson Mandela e una lettera di condoglianze di Diana Ross, Lionel Richie che si esibì in Jesus Is Love, Stevie Wonder in I Never Dreamed You'd Leave in Summer e in They Won't Go When I Go, Mariah Carey in I'll Be There, Jennifer Hudson in Will You Be There, John Mayer in una versione strumentale di Human Nature, Usher in Gone Too Soon e Jermaine Jackson in Smile, la canzone preferita di suo fratello, Michael. 
Altri personaggi dello spettacolo e della politica tennero invece dei discorsi: i figli di Martin Luther King, Martin Luther King III e Bernice A. King circa l'importanza di Jackson nel rompere le barriere razziali, le star dell'NBA Magic Johnson e Kobe Bryant che raccontarono aneddoti sul loro incontro con Jackson, l'attrice Brooke Shields che raccontò dell'amicizia con Jackson e lesse un passaggio da uno dei libri preferiti dall'artista, Il piccolo principe, il Reverendo Al Sharpton che riferendosi ai figli di Jackson disse loro «voglio che sappiate che non c'era niente di strano in vostro padre. È stato strano il modo in cui vostro padre è stato trattato. Ma lo ha affrontato comunque» e il presidente della Motown Berry Gordy, che definì Jackson «Il più grande intrattenitore che sia mai vissuto» mentre la figlia di Michael Jackson, Paris, definì suo padre «Il miglior padre che voi possiate mai immaginare».

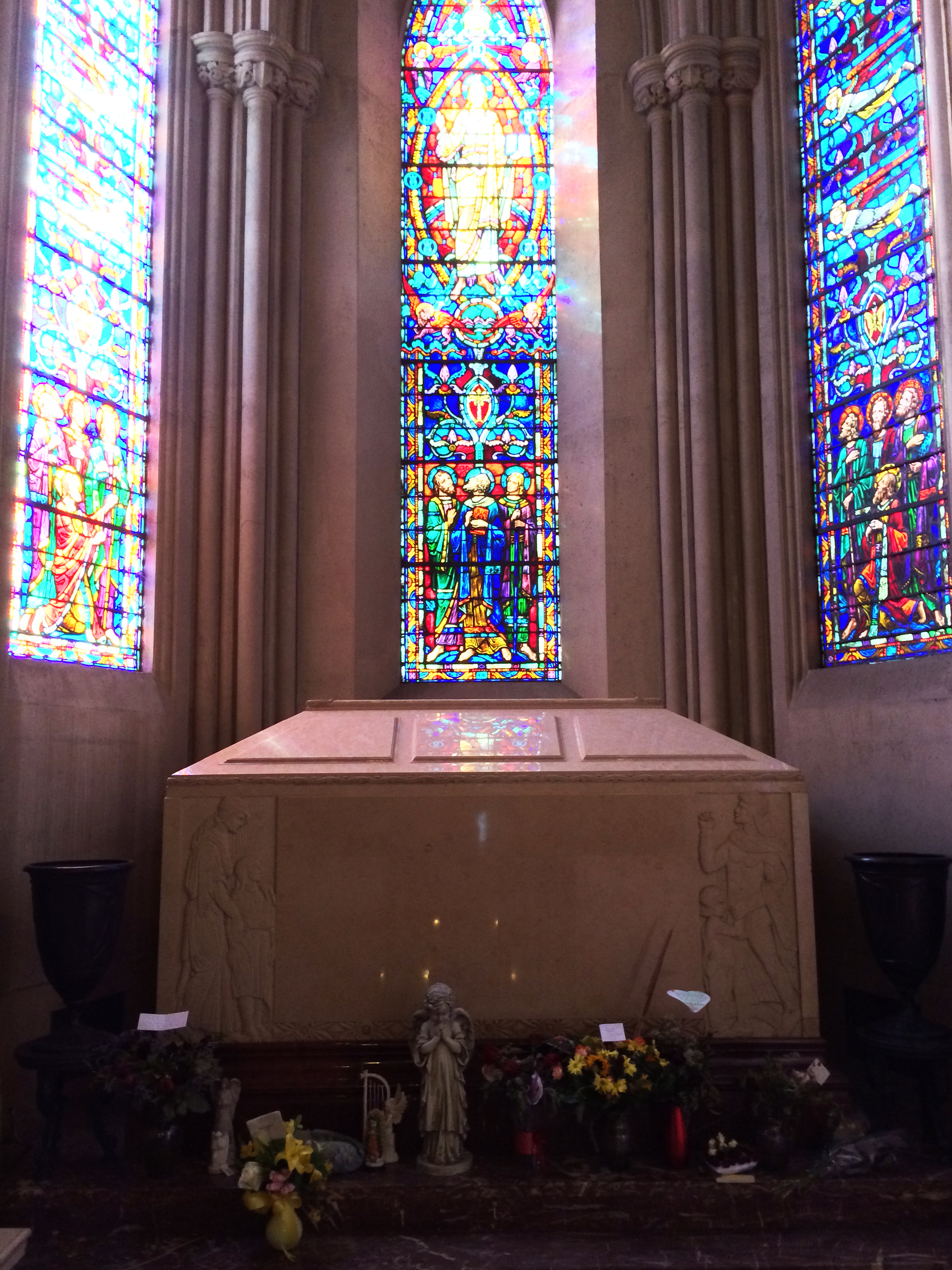
Il sarcofago, in cui la bara d'oro di Michael Jackson è stata tumulata il 3 settembre 2009, all'interno del Holly Terrace nel Great Mausoleum al Forest Lawn Memorial Park di Glendale, Los Angeles.

Tra gli invitati che diedero invece forfait vi furono l'ex moglie di Jackson e madre di due dei suoi tre figli, Debbie Rowe, che dichiarò di non presenziare al memorial perché sperava di non essere una distrazione per i media. Anche Elizabeth Taylor, Diana Ross, Liza Minelli e Quincy Jones, tra i più cari amici di Jackson, rifiutarono l'invito perché si dissero "devastati" dalla perdita e dichiararono che volevano vivere il loro lutto in forma privata. Alla cerimonia presenziò tutta la famiglia Jackson, inclusi i tre figli di Michael Jackson, che per la prima volta vennero mostrati in pubblico senza maschere. La cerimonia fu trasmessa in diretta in tutto il mondo e in streaming sul web: si stima sia stata vista dai circa 2,5 ai 3 miliardi di persone, divenendo l'evento mediatico più seguito della storia.
Il 3 settembre 2009 si svolse una commemorazione in forma privata al Forest Lawn Memorial Park di Glendale, dove la salma di Michael Jackson è stata tumulata all'interno di una bara modello "promethean" placcata in oro con interni in velluto blu e rifiniture a specchio lucidate a mano, che in seguito venne deposta in un grande sarcofago in marmo e ricoperta da una colata di cemento armato, per evitare che la salma possa essere trafugata. La tomba si trova nella cappella mortuaria del Great Mausoleum, all'interno della Holly Terrace, struttura ispirata al cimitero monumentale di Staglieno di Genova, ed è circondata da vetrate colorate rappresentanti l'Ascensione di Gesù. La tomba è tenuta sotto stretta sorveglianza ed accessibile solo ai familiari e agli amici più cari mentre i fan dell'artista e i curiosi possono lasciare i loro tributi solo all'entrata.

## Riconoscimenti e tributi
Dopo la morte dell'artista vi furono molti tributi da parte di personaggi del mondo dello spettacolo e vennero inaugurate anche alcune statue e placche per commemorare la scomparsa di Jackson.

### Canzoni e concerti tributo
Il 18 luglio 2009 il rapper The Game ha realizzato una canzone in memoria di Jackson, intitolata Better on the Other Side, prodotta da DJ Khalil e con le voci di P. Diddy, Chris Brown, Polow da Don, Mario Winans, Usher e Boyz II Men.
Il 28 luglio 2009 la sorella di Jackson, La Toya, ha pubblicato la canzone Home, un singolo di beneficenza in onore di suo fratello. Tutti i proventi sono stati donati a una delle organizzazioni benefiche preferite di Michael.
L'8 marzo 2010 il cantante inglese Robbie Williams pubblica il brano Morning Sun, scritto dopo la morte di Jackson e ispirato dalla tragedia.
Molti furono gli artisti che stravolsero le scalette dei loro tour per aggiungere canzoni di Jackson: il 30 giugno 2009 gli U2, durante il tour U2 360° a Barcellona, dedicarono la canzone Angel of Harlem a Jackson; Bono ha cantato i versi di Man In The Mirror e Don't Stop 'til You Get Enough alla fine della canzone; al Sonisphere Festival del 4 luglio i Metallica hanno eseguito Beat It; Madonna durante lo Steaky & Sweet Tour aggiunse un medley di canzoni di Jackson mentre un suo ballerino appariva sul palco vestito come Jackson in Billie Jean; Diana Ross interpretò invece You Are Not Alone nel suo tour; Beyoncé dedicò la canzone Halo a Michael Jackson, cambiandone il testo, durante il suo tour nel luglio 2009.
Il primo importante tributo musicale si tenne alla cerimonia di premiazione annuale dei BET Awards 2009: trasmessa tre giorni dopo la morte di Jackson, il 28 giugno 2009, vide degli artisti esibirsi su alcune delle canzoni di Jackson. Joe Jackson e Al Sharpton erano tra il pubblico, e Janet Jackson ha parlato brevemente a nome della famiglia. Il 13 settembre 2009 invece agli MTV Video Music Awards 2009, la serata venne aperta da un discorso di Madonna che onorava l'artista scomparso, subito dopo seguita da delle performance di alcuni ballerini che, vestiti come Jackson, ballavano all'unisono con le immagini trasmesse dagli schermi giganti. Alla fine della performance, Janet Jackson, sorella di Michael, apparve sul palco infrangendo uno specchio ed esibendosi con Scream assieme ad alcuni coreografi che avevano lavorato come ballerini per il fratello.
Un'immagine di Michael Jackson è stata mostrata nel segmento "In Memoriam" della 82ª Edizione della cerimonia degli Academy Awards.
Un altro importante tributo si tenne il 31 gennaio 2010 ai Grammy Awards 2010 dove Carrie Underwood, Jennifer Hudson, Céline Dion, Smokey Robinson e Usher si esibirono in Earth Song accompagnati sullo sfondo da delle immagini in 3D che Jackson aveva creato per accompagnare la canzone durante i concerti This Is It che non ebbero mai luogo. Alla serata Jackson ricevette un premio postumo consegnato da Lionel Richie ai suoi figli Prince e Paris.
Il concerto tributo principale, chiamato Michael Forever, si tenne l'8 ottobre 2011 invece al Millennium Stadium a Cardiff, la capitale del Galles, con la partecipazione di quasi tutta la famiglia Jackson e l'esibizione di diversi artisti tra i quali Christina Aguilera, Beyoncé, 3T, Alien Ant Farm, Cee Lo Green, Craig David, Ne-Yo, Jamie Foxx, Gladys Knight, La Toya Jackson, Leona Lewis e Smokey Robinson.

### Statue e monumenti

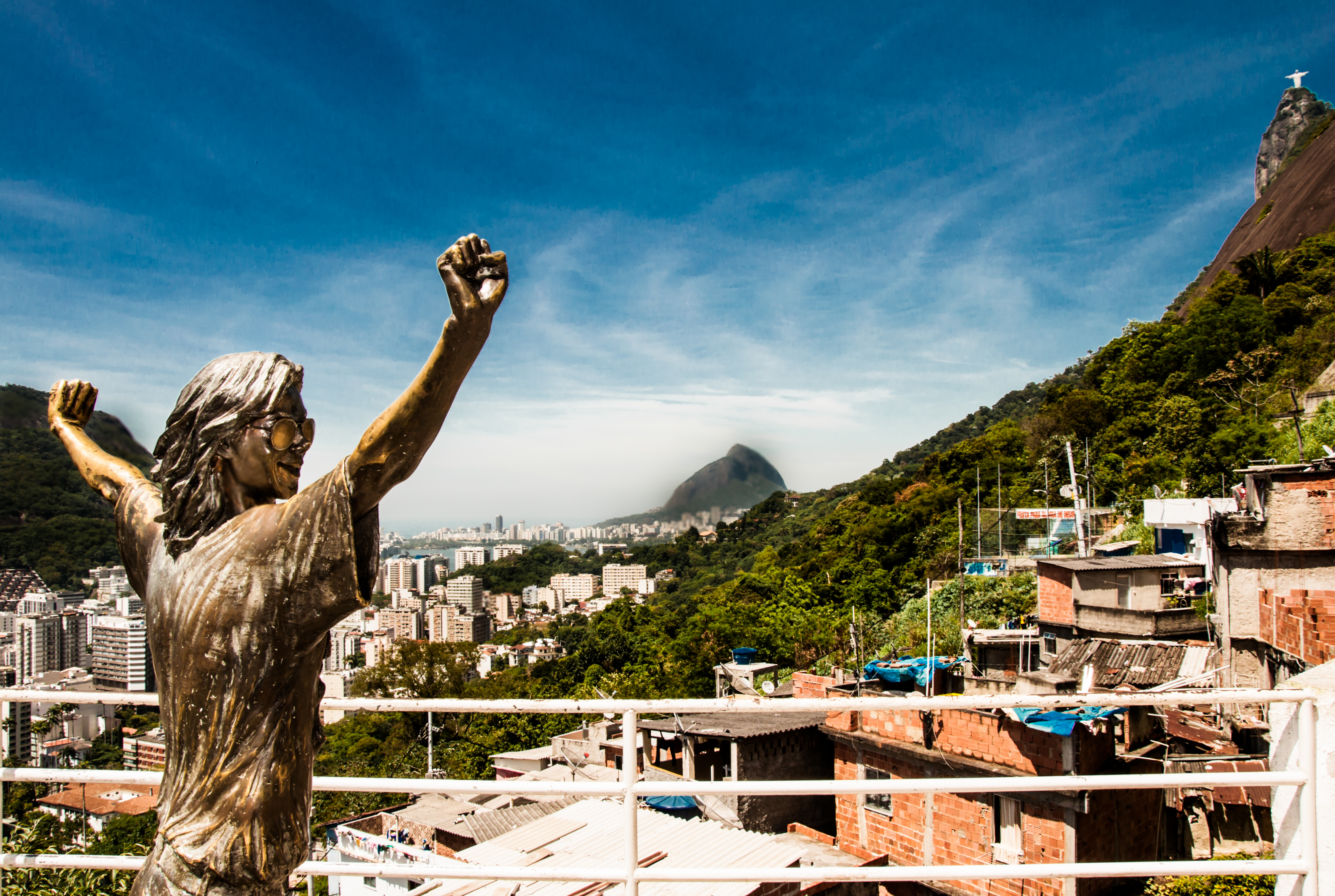
Monumento in onore a Michael Jackson, situato nella favela Santa Marta a Rio de Janeiro, Brasile.

Ci furono alcune città che dedicarono anche una statua a Jackson; l'indomani della sua morte, il sindaco di Rio de Janeiro annunciò che la città avrebbe eretto una statua in suo onore nella favela di Santa Marta. Jackson aveva visitato la comunità nel 1996 dove aveva filmato un video musicale per la canzone They Don't Care About Us diretto da Spike Lee. Il sindaco ha dichiarato che il cantante ha contribuito a trasformare la comunità in "un modello per lo sviluppo sociale".
Il 25 giugno 2010, il primo anniversario della morte di Jackson, venne eretto un monumento in granito fuori dalla sua casa natale di Gary, Indiana. Il monumento è del peso di 500 libbre, alto 8 piedi, largo 5 piedi, in granito nero e realizzato utilizzando una sofisticata tecnologia di incisione laser. Sul frontale vi è una silhouette di Michael Jackson in una classica posa sulle punte sullo sfondo di una luna piena. Sul retro del monumento vi è invece un collage di immagini che lo ritraggono dalla sua infanzia verso la celebrità. Questo tributo commemorativo unico è il culmine di un intenso lavoro di squadra creativo che ha coinvolto oltre 350 ore di lavoro. Il monumento è misteriosamente sparito nel dicembre 2018, pare perché fatto rimuovere dalla sorella di Michael Jackson, Janet, per girarci un documentario.

Ben tre statue vennero erette in suo onore in Cina: rispettivamente a Pechino (Beijing), a Canton (Guangzhou) inaugurata nel 2011 e realizzata con le donazioni dei fan cinesi, e un’ulteriore a Hong Kong, commissionata dal cantante Alex To, che conobbe Michael Jackson nel 1987 proprio a Hong Kong, e che si trova nel quartiere occidentale di Tuen Mun nel Shan Yuan Temple. Una statua raffigurante il cantante, di quasi tre metri di altezza e pesante mezza tonnellata, nella sua tipica posa di danza, venne eretta a Ekaterinburg, Russia, il 25 giugno 2011, nel secondo anniversario della sua morte.

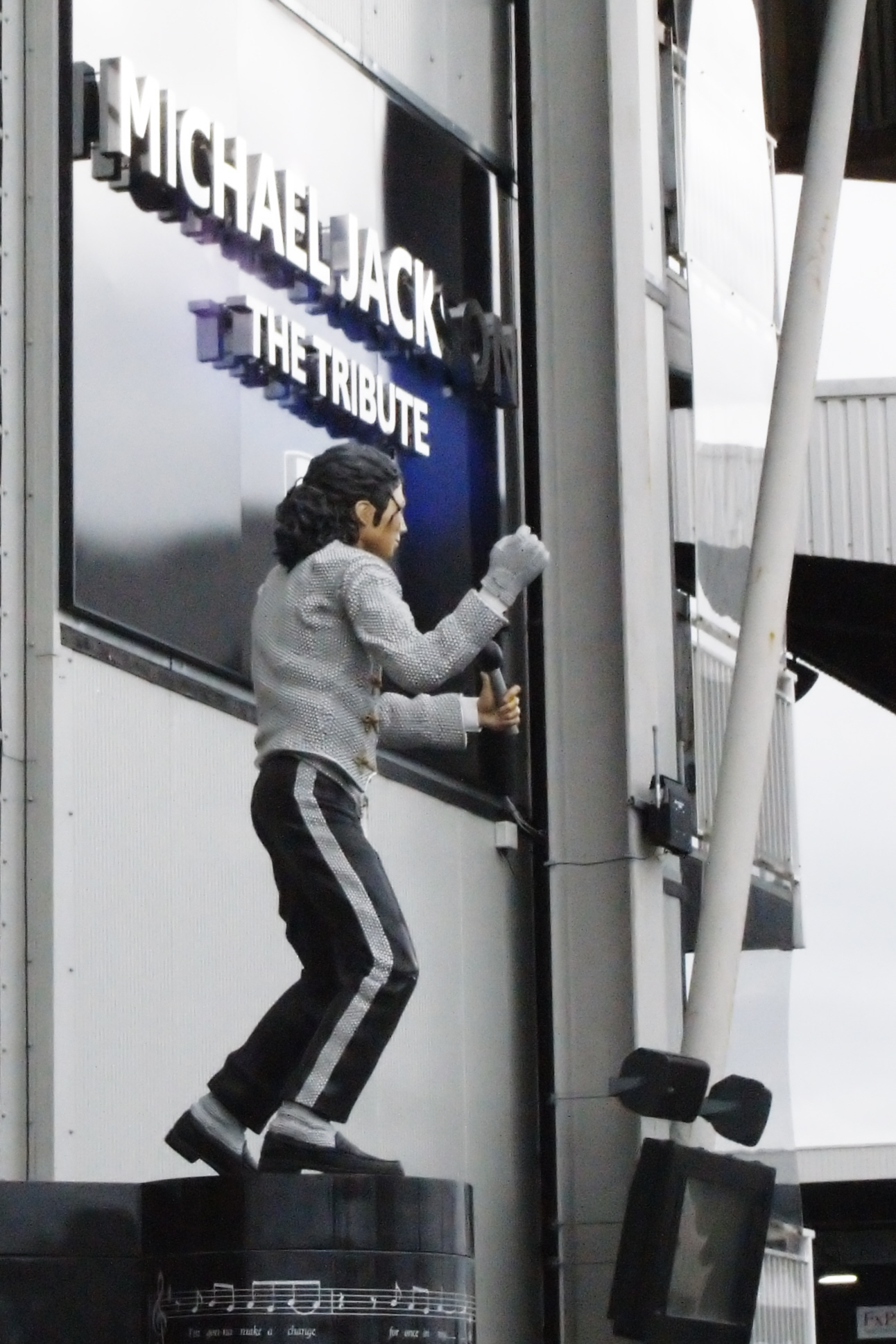
Statua di Michael Jackson esposta fuori dallo stadio del Fulham, Londra fino al 2013.

Un'altra statua di Jackson venne commissionata dal magnate degli affari Mohamed Al-Fayed ed esposta al di fuori del campo del Fulham Football Club, di cui Al-Fayed era presidente nel 2011. Grande fan e amico di Jackson, Al-Fayed è stato riempito di critiche quando la statua è stata esposta, principalmente perché, anche ai fan dell'artista, sembrava rigida e costipata. Quando il nuovo presidente del Fulham, Sahid Khan, è entrato in carica, ha pertanto rimosso la statua che è stata collocata al National Football Museum di Manchester nel maggio 2014.
Un'altra statua è stata eretta in suo onore al Landesbahnpark a Mistelbach, in Austria, inaugurata l'11 maggio 2013 e scolpita dallo scultore ceco Daniel Kartakova, e che ha sostituito un precedente busto in bronzo della superstar che non era stato ritenuto all'altezza dai suoi ammiratori.

Una statua è stata eretta anche in Italia al Rainbow MagicLand, a Valmontone, Roma, per il 55º anniversario della nascita di Jackson, il 29 agosto 2013.

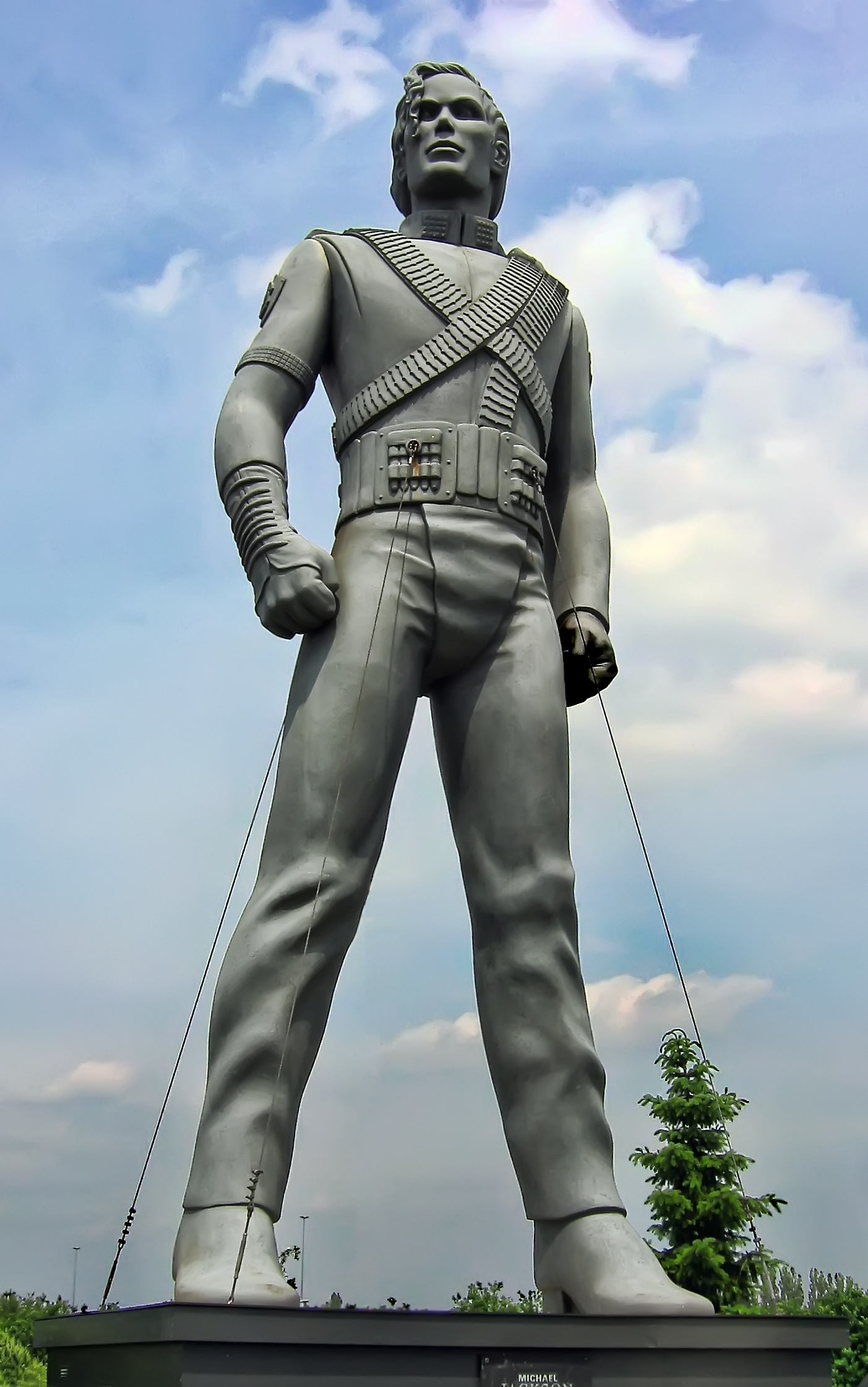
Statua di Michael Jackson esposta fino al 2019 nella città di Best vicino a Eindhoven, Paesi Bassi.

Tre delle statue utilizzate da Jackson e dalla Sony Music come promozione per l'album HIStory nel 1995 vennero restaurate ed erette rispettivamente: a Best nei Paesi Bassi (rimossa nel 2019 a seguito delle polemiche suscitate dal programma TV Leaving Neverland); a Johannesburg, in Sudafrica, nel parco per bambini Santarama Miniland; a EuroPark Idroscalo a Milano, dove venne restaurata e ricolorata per l'occasione e inaugurata il 22 giugno 2019 per celebrare il decennale dalla scomparsa del cantante.

## Le indagini
Durante le indagini si scoprì che, dopo la somministrazione del Propofol, il dottor Murray era al telefono e stava utilizzando due cellulari: non se ne servì per chiamare i soccorsi, bensì per effettuare varie chiamate e invii di e-mail, tra le quali una volta a tranquillizzare un funzionario della Lloyd's Insurance, l'assicurazione dei concerti londinesi, circa le condizioni di salute di Jackson; dai tabulati presentati al processo, però, si evince che la mail fu spedita quando il cantante era già morto.
I soccorsi vennero chiamati più di un'ora dopo, alle ore 12.21, dalla guardia del corpo di Jackson, Alvarez, come testimoniò anche il paramedico che ricevette la telefonata. I paramedici del Los Angeles Fire Department giunsero alle 12.28. Il tempestivo trasferimento alla clinica dell'UCLA Medical Center, la clinica ospedaliera dell'Università della California non bastò, i tentativi di rianimazione fallirono e Jackson venne dichiarato morto alle ore 14.26. L'autopsia stabilì che la morte avvenne per una somministrazione eccessiva di Propofol.. Le immagini video delle prove dei concerti che la star avrebbe dovuto tenere a Londra, svoltesi allo Staples Center, mostravano un Jackson all'apparenza in ottima forma, ma in realtà non era così. come si deduce dal referto autoptico e dalle mail che si scambiarono il regista Kenny Ortega e il presidente della AEG Live, la società promotrice dei concerti, Randy Phillips, da cui emerge chiaramente che Jackson non si sentiva bene emotivamente e fisicamente.
Gli esami tossicologici rileveranno che non vi erano sostanze nell'organismo di Jackson a parte quelle somministrate dal dottor Murray quella notte: non risultava aver assunto né alcool né droghe di alcun genere e nessuna pillola si trovava nel suo stomaco, contrariamente a quanto riportato dai media, i quali spesso lo dipinsero erroneamente come farmaco-dipendente.
Alcuni medici che hanno conosciuto la star hanno dichiarato che in realtà aveva paura dei farmaci.
Il caso non fu classificato immediatamente come "omicidio", la scena del crimine non fu sigillata e ciò sollevò preoccupazioni da parte di alcuni osservatori riguardo a possibili contaminazioni di quest'ultima. La polizia fu messa sotto accusa per questo.
Murray durante le indagini mentì ripetutamente, si contraddisse più volte e non si mostrò mai pentito per quello che aveva fatto, arrivando persino a incolpare lo stesso Jackson della sua morte.

## Le vicende giudiziarie

### Il processo contro Conrad Murray

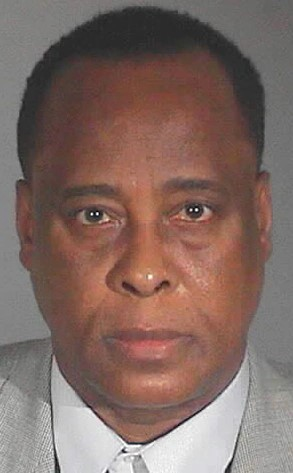
La foto segnaletica del medico Conrad Murray

Da elementi discussi al processo che lo vedeva imputato per omicidio colposo, si scoprì che Conrad Murray fu assunto dalla AEG Live e che all'epoca dell'assunzione era oberato di debiti.. Il rapporto tra il medico e la società promotrice dei concerti è comprovato da un contratto, discusso in aula, dal quale si evince che l'assunzione del dottore fu su richiesta di Michael Jackson ma di competenza della AEG Live. Egli tuttavia sostenne che non ricevette mai una copia dello stesso firmata da Michael Jackson per accettazione; esiste solo una copia firmata dal dottor Murray la sera prima del decesso di Jackson. In quel contratto si legge che il medico doveva «[...] occuparsi delle necessità mediche dell'artista, riuscire a curarlo in caso di emergenza e provvedere ad ogni altro trattamento medico richiesto da AEG Live».
A proposito dei trattamenti, durante le udienze preliminari del processo emerse dalla testimonianza del farmacista Lopez, al quale si rivolgeva Murray per ordinare il Propofol e altri medicinali, che il medico richiese anche degli energizzanti, dicendogli che erano per sé stesso, per cui Lopez gli procurò dell'ECA (Efedrina, Caffeina, Aspirina),; dell'efedrina è stata ritrovata nell'organismo di Jackson. Tale sostanza è controindicata per chi soffre d'insonnia, in quanto la provoca o l'accentua, e causa anche ansia, anoressia e febbre. 
Murray, probabilmente, somministrava al cantante ECA di giorno come energizzante e Propofol e benzodiazepine di notte per farlo dormire. Jackson sarebbe stato oggetto di somministrazioni di questo tipo per quasi tre mesi.

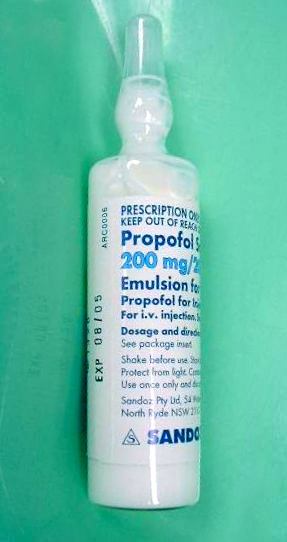
Un'ampolla dell'anestetico Propofol, l'anestetico che ha provocato l'intossicazione e la morte dell'artista.

Durante il processo il dottor Steven Shafer, esperto di Propofol, in risposta agli avvocati di Murray che asserivano che il cantante si fosse somministrato il Propofol da solo, dimostrò scientificamente l'impossibilità dell'auto-somministrazione dell'anestetico e spiegò come, per avere effetto sull'essere umano, tale sostanza debba essere necessariamente iniettata, mentre l'ingestione o altri tipi di introduzione nel corpo umano non producono alcun effetto.
L'assistente del coroner Elissa Fleak testimoniò che nella stanza dove il cantante era deceduto c'era il camino acceso nonostante fosse il 25 giugno e che pareva che essa non fosse la sua stanza da letto abituale. Questo particolare può far pensare che la temperatura elevata della stanza abbia rallentato il processo di rigor mortis e che forse il decesso potrebbe essersi verificato alcune ore prima, durante la notte; il medico legale, il Dott. Rogers, non fu infatti in grado di stabilire con precisione l'ora del decesso, che pertanto non è riportata sul referto autoptico.
Non fu inoltre possibile stabilire chi fosse effettivamente presente nella villa di Holmby Hills la notte del decesso, in quanto i video relativi alle registrazioni delle telecamere non sono stati conservati. Il procuratore David Walgren, durante la Status Conference del 16 marzo 2011, affermò che l'accusa stava ancora cercando di contattare il dipartimento di polizia di Los Angeles e la società del sistema di sicurezza per sapere se fossero disponibili altre registrazioni oltre a quelle che gli erano state recapitate, riguardanti l'esterno della villa e le porte di ingresso. Durante il processo Murray, il signor Alexander Suppal, uno specialista in sorveglianza della polizia di Los Angeles, dichiarò che nessuno gli chiese di scaricare altri filmati dalle telecamere di sorveglianza della villa oltre a quelli di pochi minuti relativi all'arrivo di Murray e poi dell'artista alla casa la notte del 25 giugno 2009. Suppal dichiarò che fu il detective Martinez a prendere la decisione di scaricare solo quei filmati.
Il procuratore Walgren durante il controinterrogatorio del dottor White, l'esperto di Propofol testimone per la difesa, lo portò a dire che, considerate le quantità di Lorazepam e Propofol risultanti nell'organismo della star, non avrebbe senso pensare che Murray volesse continuare a sedare un Michael Jackson già sedato: ciò sarebbe spiegabile solo nel caso in cui il medico avesse voluto fare del male volontariamente al cantante. Walgren ha ribadito ciò anche nella sua arringa finale: «Murray ha voluto mettere KO Michael Jackson, se si vuole credere che non fosse già KO!».
Anche dall'ultima testimonianza del dottor Steven Shafer, esperto di Propofol per l'accusa, è emerso che in base a studi effettuati nel 2002, le quantità di Propofol e benzodiazepine somministrate da Murray a Jackson erano maggiori di quelle che Shafer stesso aveva inizialmente ipotizzato. Nel Memorandum del procuratore si legge: «Il modo in cui il crimine è stato eseguito indica pianificazione, sofisticazione o professionismo (...) Le prove mostrano senza ombra di dubbio che l'imputato sapeva che ciò che stava facendo era sbagliato (...) L'imputato si è approfittato di una posizione di fiducia o confidenza per commettere il crimine...».
Tutto ciò costò al dottor Murray il massimo della pena prevista per questo tipo di reato nello Stato della California: 4 anni di reclusione. Il giudice Pastor decise di infliggerla in quanto definì le pratiche che Murray esercitò su Jackson «pazzia medica» ed «esperimenti in medicina che non possono essere tollerati» ritenendo che l'aspetto più intollerabile del comportamento di Murray in tutta questa vicenda fu la totale mancanza di senso di colpa e rimorso per quanto accaduto, aggiungendo che Jackson era morto «non a causa di un evento o incidente isolato una tantum, ma a causa di una totalità di circostanze che sono direttamente attribuibili al dottor Murray». I membri della famiglia Jackson e i fan del cantante si lamentarono del fatto che Murray avrebbe dovuto essere perseguito per omicidio di secondo grado, non per omicidio colposo. Nell'ottobre del 2013, dopo aver scontato solo due anni di reclusione, Murray venne scarcerato grazie a un indulto per il sovraffollamento del carcere in cui si trovava.

### Il processo contro la AEG Live
La famiglia Jackson ha mosso in seguito una causa civile contro la AEG Live, in quanto la riteneva responsabile di frode, negligenza, inflizione di stress emotivo e cospirazione civile, elementi che avrebbero condotto, secondo i familiari di Jackson, alla morte dell'artista. Nel corso del processo i legali dei Jackson avevano descritto ai giurati la AEG come un'agenzia di entertainment fredda e calcolatrice, incurante di quanto Murray fosse disperato finanziariamente, e concludendo che avesse spinto il medico a tenere Jackson in piedi a tutti i costi per i concerti anche se il cantante era in quel periodo fragile di salute e paralizzato dalla paura. Tra i testimoni, il primogenito di Michael, Prince, aveva evocato le parole del padre durante la loro ultima conversazione: «Mi uccideranno». AEG aveva tentato di rivoltare i fatti asserendo che era stato Jackson ad assumere Murray e che il cantante era un tossicodipendente all'ultimo stadio che aveva già chiesto anestetici per dormire durante tour precedenti. Il 2 ottobre 2013, dopo cinque mesi di dibattito e tre giorni in camera di consiglio, la giuria al processo civile contro AEG ha stabilito che i promoter della serie di concerti mai realizzata This is It hanno sì assunto Conrad Murray come medico personale del cantante, ma che Murray non era incompetente a esercitare la professione, giudicando la società non responsabile della morte dell'artista. In seguito i giudici hanno respinto e negato il ricorso in appello da parte della famiglia Jackson.

## Le speculazioni e le teorie del complotto

### Speculazioni sul decesso
Le varie informazioni ottenute dalle indagini e dai processi hanno destato dei sospetti in merito al fatto che la morte della star potrebbe non trattarsi di omicidio colposo, ma qualcosa di più, come sostenuto anche da alcuni familiari dell'artista. Le indagini, però, furono rivolte solo verso Murray, lasciando in sospeso numerosi interrogativi al riguardo. I discografici della Sony, i manager della star e la stessa AEG Live avrebbero effettuato cospicui finanziamenti alle carriere di alcune figure istituzionali che, visto il loro ruolo, sarebbero potute essere personaggi chiave per risolvere i misteri dell'omicidio in questione. Ciò ha sollevato ulteriori sospetti in merito.
Come scrisse lo stesso Randy Phillips in una e-mail, l'improvvisa morte della star fu una «benedizione» per l'AEG, considerati gli ingenti profitti che ne sono succeduti e in seguito ai quali quest'ultimo è stato riconfermato presidente della AEG Live. Vennero attuate, infatti, varie strategie di recupero e di guadagno: biglietti commemorativi in cambio di rimborsi, la proiezione in tutte le sale cinematografiche del mondo del film This Is It di cui l'AEG vendette prontamente i diritti alla Sony Entertainment, la commercializzazione dei DVD e Blu-ray, i CD della colonna sonora, la vendita di oggetti di merchandising e aste dello stesso materiale.
Per quanto riguarda il film This is it, durante la prima udienza emerse che Kenny Ortega aveva mentito sul banco dei testimoni, dichiarando che le telecamere che avevano ripreso le prove dei concerti erano soltanto due, per sottolineare il fatto che dovevano essere riprese private destinate esclusivamente all'archivio personale del cantante. Ma successivamente, nell'udienza del 16 giugno 2011, risultò che le telecamere erano di più, come se si dovesse girare effettivamente un film.
L'AEG Live avrebbe voluto persino guadagnare sul Memorial di Michael Jackson, ma vista l'imposizione della stessa famiglia, dovette desistere. La società promotrice pensava di riscuotere anche la polizza assicurativa che copriva le prime dieci date dei concerti e che includeva l'eventuale morte di Jackson per overdose da farmaci, ma ciò non avvenne poiché il Propofol non è un farmaco ad uso personale bensì un potente anestetico da somministrare esclusivamente in ambito ospedaliero. Inoltre, a sfavore della AEG Live, risultò anche la testimonianza di un funzionario della Lloyd's che dichiarò di aver ricevuto dal Dr. Murray l'assicurazione della perfetta forma fisica del cantante, nonostante, secondo l'orario della chiamata, fosse già morto. Alla luce di tutto questo la compagnia di assicurazione si rifiutò di pagare ogni indennizzo e a giugno 2011 depositò anche una citazione in tribunale. 
Quando infatti furono rese note le e-mail che si scambiavano i dirigenti della AEG Live, i quali comprovavano che essi erano a conoscenza delle condizioni psicofisiche non affatto buone di Michael Jackson, l'AEG rinunciò definitivamente alla causa.

### Teorie del complotto riguardo alla morte
Come accaduto successivamente alla morte di molti altri personaggi famosi, le circostanze, ritenute sospette, hanno dato origine a teorie alternative rispetto alla versione ufficiale dei fatti, a illazioni e a teorie del complotto; la principale teoria era incentrata su un presunto complotto ordito per uccidere Jackson che sarebbe stato organizzato dai vertici della Sony Music, tra cui vennero chiamati in causa l'ex presidente Tommy Mottola, l'ex avvocato di Jackson, John Branca, la Colony Capital con la complicità della AEG, che avrebbero assoldato il medico Conrad Murray per compiere l'atto, con lo scopo di guadagnare miliardi di dollari dalle vendite postume degli album e dallo sfruttamento dell'immagine dell'artista che la sua morte avrebbe generato. A tal proposito anche alcuni familiari di Jackson tra cui suo padre Joe Jackson, la sorella La Toya e la figlia di Jackson, Paris, hanno dichiarato alla stampa che ritenevano che la morte del loro familiare fosse stata in realtà un omicidio premeditato e che dietro alla morte ci fosse un piano ben ordito.
Sono state inoltre avanzate ipotesi sul coinvolgimento degli illuminati riguardo alla morte dell'artista.
In seguito sono incominciati a circolare sul web anche video e immagini che parlavano di come Jackson avesse potuto escogitare la sua presunta finta morte con alcuni fan dell'artista che si sono autodefiniti "believers" ("credenti") perché convinti che il cantante fosse in realtà vivo e avesse escogitato la sua morte per fuggire dagli scandali e dai media. A causa di queste credenze hanno iniziato a circolare online vari presunti avvistamenti del cantante.